# 波克羅夫斯克 (烏克蘭)
波克罗夫斯克（烏克蘭語：Покровськ，羅馬化：Pokrovsk，發音：[poˈkrɔu̯sʲk] ⓘ）是乌克兰东部顿涅茨克州波克羅夫斯克區波克罗夫斯克市镇内的城市，为该区及该市镇的行政中心。該市位於赫里申卡河畔，始建於1875年，面積29.7平方公里，海拔高度181米，2022年人口数量为60,127人。

## 城市名称
前蘇聯時期，该市原名为格里希诺。1934年，该市以苏共中央政治局候补委员帕维尔·波斯特舍夫的姓氏更名为波斯特舍沃。但在1938年，波斯特舍夫因被指控谋反而遭到逮捕，而该市的名称也随之更名为红军村，1962年更名为红军城（羅馬化：Krasnoarmiisk，羅馬化：Krasnoarmeysk）。烏克蘭脫離蘇聯獨立後，於2014年廣場革命親西方派的波洛申科推翻親俄派上任總統後，在2016年5月乌克兰最高拉达通过去共化法案将该市改为现名，其名称是为了纪念曾经在该市存在的圣母玛利亚代祷教堂。

## 历史

### 俄乌战争

#### 俄羅斯入侵烏克蘭
2023年8月8日，時任顿涅茨克州州长帕夫洛·基里連科在社交媒体发文称，俄军在8月7日夜间向该市发射了两枚9K720伊斯坎德爾飛彈，造成当地12栋高层建筑以及宾馆、商店等设施受损，袭击造成7人死亡、81人受伤，伤者包括31名警察、7名乌国家紧急情况局人员和4名军人；同日，俄罗斯国防部发言人伊戈尔·科纳申科夫通报称，俄军打击了乌军位于该市的一处指挥所。
至2024年8月下旬，俄軍攻勢已推進至該市市郊10公里處。市政府當局命令年長與婦幼撤離該市。
2025年1月，隨著俄軍逐步推進至該市，當地平民人口已下降至約7,000人，為兩個世紀以來的最低水平。2025年8月初，俄軍攻陷頓內次克州西部重鎮恰西夫亞爾後，已從南、北兩面包圍本市，部分俄軍已進抵市區西南部，烏、俄兩軍正在激戰。。

## 图集

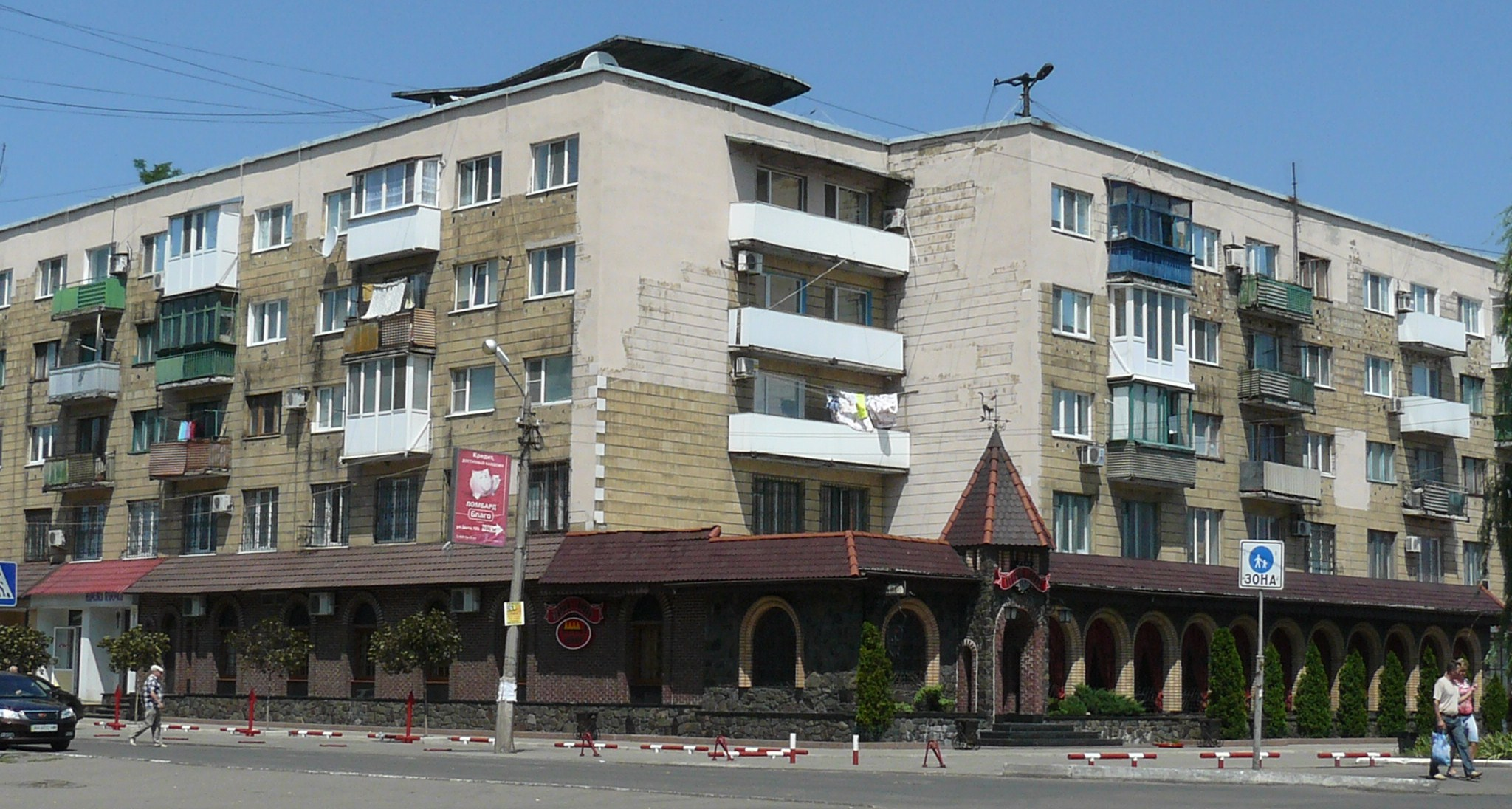
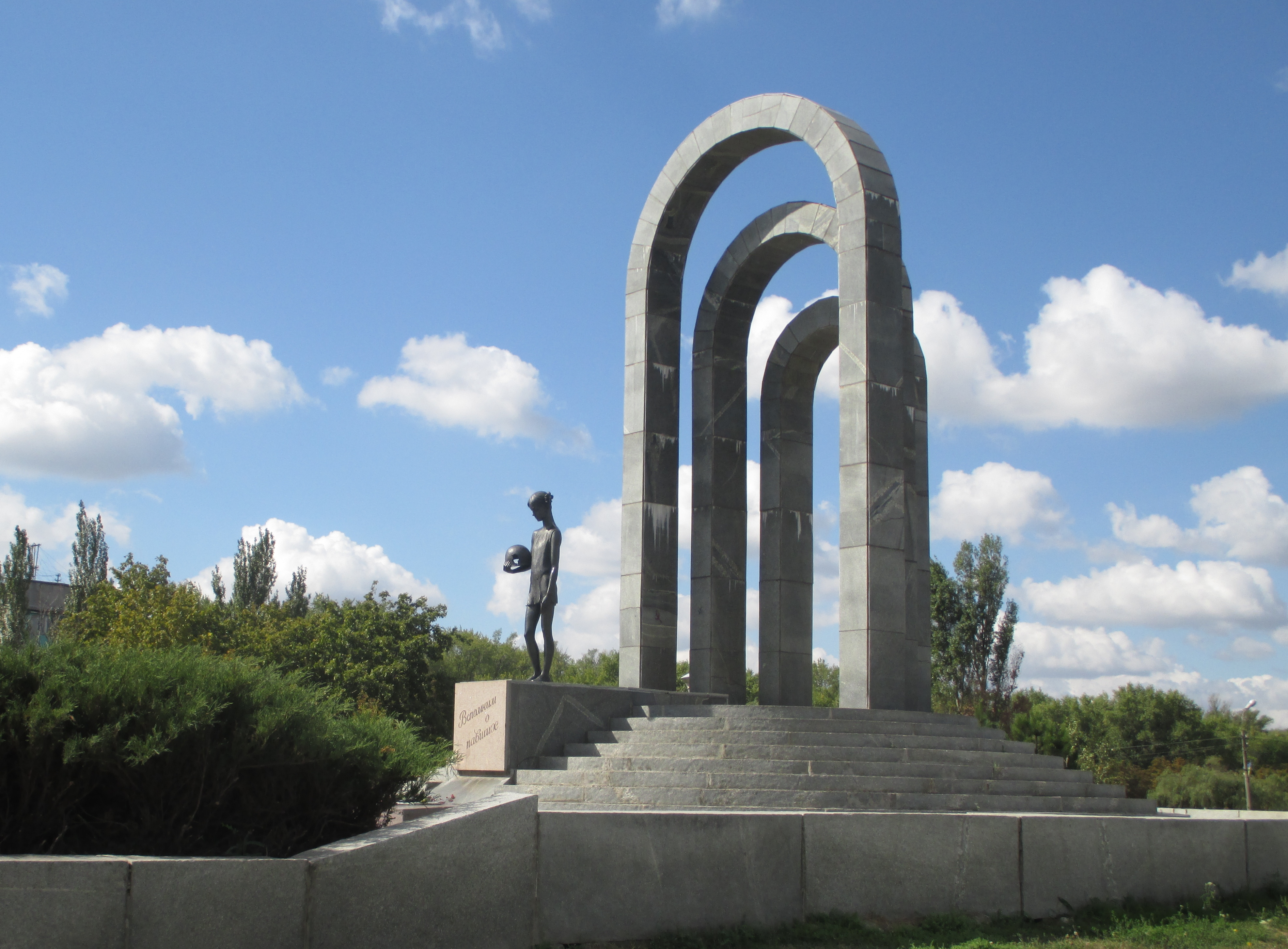
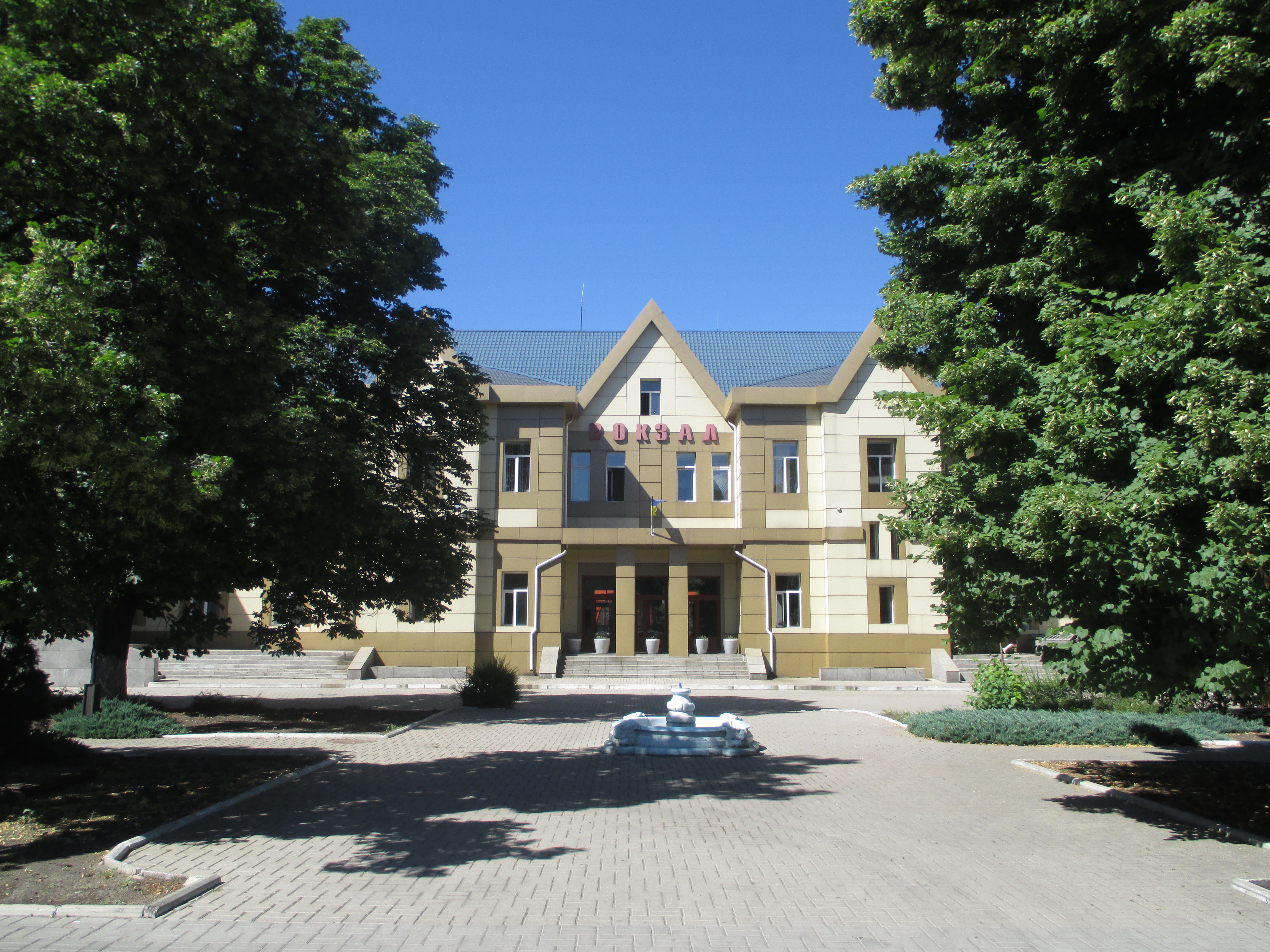